# Mindaugas Kalonas
Mindaugas Kalonas est un footballeur lituanien né le 28 février 1984 à Vilnius. Il joue au poste de milieu de terrain.
Mindaugas Kalonas a joué plusieurs matchs en Ligue des champions.

## Carrière
- 2001 :  Zalgiris Vilnius
- 2002 :  Dinamo Moscou
- 2002 :  Saturn Ramenskoïe
- 2002-2003 :  Sporting Clube de Braga
- 2003 :  Roubine Kazan
- 2004 :  Roubine Kazan
- 2005 :  Metalurgs Liepaja
- 2006 :  Metalurgs Liepaja
- 2007 :  Metalurgs Liepaja
- 2007 :  FK Kouban Krasnodar
- 2008 :  Bohemians FC
- 2009-2011 :  Metalurg Zaporijjye
- 2012-2013 :  Stomil Olsztyn
- 2013 :  Ravan Bakou
- 2013- :  FK Bakou[1],[2]

## Palmarès
- Champion de Lettonie en 2005
- Vainqueur de la Coupe de Lettonie en 2006
- Vainqueur de la Ligue balte en 2007
- Champion d'Irlande en 2008
- Vainqueur de la Coupe d'Irlande en 2008
- Joueur lituanien de l'année en 2013[3]

## Sélections
- 42 sélections et 2 buts avec la  Lituanie depuis 2006